# ليانغ يان
ليانغ يان (4 أكتوبر 1961 في الصين - ) (بالصينية: 梁艷) هي لاعبة كرة طائرة الصين. شاركت في الألعاب الأولمبية الصيفية 1984.

## وصلات خارجية
- ليانغ يان على موقع أوليمبيديا (الإنجليزية)
- ليانغ يان على موقع اللجنة الأولمبية الصينية (الإنجليزية)